# Heberthal
Heberthal ist ein Gemeindeteil der Stadt Wasserburg am Inn im  oberbayerischen Landkreis Rosenheim.

## Geografie
Die Einöde Heberthal befindet sich etwa drei Kilometer südwestlich von Wasserburg auf einer Höhe von 440 m ü. NHN.

## Geschichte
Der im 19. Jahrhundert entstandene Ort wurde zu einem Bestandteil der Landgemeinde Attel. Diese war mit dem zu Beginn des 19. Jahrhunderts im Königreich Bayern durchgeführten Gemeindeedikt entstanden. Im Zuge der Gebietsreform in Bayern wurde Heberthal im Jahr 1978 zusammen mit dem größten Teil der Gemeinde Attel in die Stadt Wasserburg eingegliedert.

## Verkehr
Die Anbindung an das öffentliche Straßennetz wird durch mehrere Gemeindestraßen hergestellt, die Heberthal unter anderem mit der etwas mehr als einen Kilometer nordwestlich des Ortes vorbeiführenden Bundesstraße 15 verbinden.